# Jaime Ordóñez
Jaime Ordóñez (Malaga, 19 agosto 1971) è un attore spagnolo.
Famoso per aver recitato nella serie televisiva spagnola Aquí no hay quien viva, per aver collaborato nei programmi di José Mota e per essere dal 2013 attore feticcio nei film di Álex de la Iglesia.
Al momento è impegnato come produttore, regista e sceneggiatore nella lavorazione del suo film "El berrido de los silencios".

## Filmografia parziale

### Cinema
- Reinas - Il matrimonio che mancava (Reinas), regia di Manuel Gómez Pereira (2005)
- Torrente 3: El protector, regia di Santiago Segura (2005)
- Isi & Disi, alto voltaje, regia di Miguel Ángel Lamata (2006)
- Le streghe son tornate (Las brujas de Zugarramurdi), regia di Álex de la Iglesia (2013)
- Mi gran noche, regia di Álex de la Iglesia (2015)
- El signo de Caronte, regia di Néstor F. Dennis (2016)
- El bar, regia di Álex de la Iglesia (2017)

### Televisione
- Aquí no hay quien viva – serie TV, 11 episodi (2003-2006)
- José Mota presenta – serie TV,8 episodi (2015-2018)